# Tapfuma Gutsa
Tapfuma Gutsa (Harare, 1956) é um escultor zimbabuano.
Nascido em Harare, Gutsa estudou escultura com Cornelius Manguma na Driefontein Mission School, tornando-se o primeiro recebedor de um prémio do British Council pelo Zimbábue. A bolsa permitiu que ele estudasse em Londres de 1982 a 1985, onde recebeu um diploma em escultura da City and Guilds da London School of Art.
Gutsa é incomum entre os escultores de pedra do Zimbábue pela variedade de materiais que ele usa em seu trabalho; as suas esculturas incorporam metal, papel, madeira e outros materiais estranhos. A sua escultura vencedora na exposição Nedlaw, em 1987, compreendeu erva fumegante engolfando um pássaro de madeira. Ele é primo de Dominic Benhura, que estudou com ele; ele também foi mentor de muitos jovens artistas, incluindo Fabian Madamombe.
Em 2007, Gutsa foi um dos onze artistas internacionais contratados pelo Museu Victoria and Albert, em Londres, para produzir trabalhos para uma exposição intitulada "Verdades incómodas: a sombra da troca de escravos na arte contemporânea".

## Prémios
- Prémio Nedlaw de 1987 para escultura, National Gallery of Zimbabwe[11]